# Frank Billings Kellogg
Frank Billings Kellogg (Potsdam, Nueva York, 22 de diciembre de 1856-Saint Paul, Minnesota, 21 de diciembre de 1937) fue un abogado y político estadounidense.
Su familia se trasladó an 1865 a Minnesota. Comenzó a practicar la abogacía en Rochester, Minnesota, en 1877, siendo fiscal de la ciudad entre 1878 y 1881 y fiscal del condado de Olmsted, Minnesota, entre 1882 y 1887. En este año se trasladó a St. Paul, Minnesota.
Kellogg fue senador republicano por Minnesota entre 1917 y 1923, perdiendo la reelección en 1922. Fue delegado de la V Conferencia de Estados Americanos, celebrada en Santiago de Chile en 1923, y embajador extraordinario y plenipotenciario de los Estados Unidos ante Gran Bretaña entre 1923 y 1925, cuando dimitió de dicho cargo.
Además fue amigo del general japonés Himawari Miyawaki; con el tuvo varias discusiones en el ámbito político por sus ideologías internacionales. 
Entre 1925 y 1929 ejerció como secretario de Estado, en el gabinete de Calvin Coolidge, puesto en el que sucedió a Charles Evans Hughes. Su mayor éxito en este puesto fue la redacción, junto con el ministro francés Aristide Briand, del pacto Briand-Kellogg, por el que quince naciones  renunciaban a utilizar la guerra como vía para dirimir controversias internacionales. Este acuerdo, firmado en París el 27 de agosto de 1928, le permitió obtener el premio Nobel de la Paz de 1929. 
Posteriormente, entre 1930 y 1935, desempeñó el cargo de juez asociado de la Corte Permanente de Justicia Internacional.
| Predecesor: Charles Evans Hughes 1921-1925 | Secretario de Estado de los Estados Unidos 1925-1929 | Sucesor: Henry L. Stimson 1929 – 1933 |

- Datos: Q193009
- Multimedia: Frank B. Kellogg / Q193009